# TV-året 1964

## Händelser

### Mars
- 30 mars - TV-programmet Jeopardy! har premiär i USA.

### April
- 12 april - TV Tokyo börjar sändas i Japan.[1]

### September
- 19 september – TV-serien Flipper har premiär i USA, NBC

## TV-program

### Sveriges Radio-TV
- 1 januari - Året på ön, Bertil Danielsson bläddrar i sin naturdagbok från skärgården.
- 3 januari - Lite lätta låtar, Per Myrberg underhåller.
- 5 januari - Premiär för underhållningsprogrammet Nya söndagsbilagan.
- 6 januari - TV-pjäsen Kärlek utan strumpor med Catrin Westerlund, Lars Passgård, Hans Wahlgren med flera
- 9 januari - Äntligen Jerusalem! En dokumentär om staten Israels tillkomst.
- 14 januari - Premiär för matlagningsprogrammet Go'middag med Pekka Langer.
- 18 januari - Barn och familjeserien Vi på Saltkråkan har premiär. I rollerna bland andra Maria Johansson, Stephen Lindholm och Torsten Lilliecrona.
- 18 januari - Premiär för Trekampen, frågelek mellan Danmark, Norge och Sverige. Lasse Holmqvist är programledare.
- 4 februari - Start för underhållningsserien Musikalisk lekstuga med Egon Kjerrman.
- 8 februari - Seriestart för Television, strövtåg med Ulf Thorén.
- 14 februari - Musikfrågan med Sten Broman har premiär.
- 17 februari - Noël Cowards komedi Markiskvinnan med bland andra Isa Quensel, Holger Löwenadler och Gösta Ekman.
- 8 mars - Premiär för den amerikanska underhållningsserien Dick van Dyke.
- 9 mars - August Strindbergs pjäs Bandet med bland andra Heinz Hopf, Keve Hjelm och Anita Björk.
- 9 mars - Säsongsstart för Tekniskt magasin med Erik Bergsten.
- 17 mars - Muck -64, lekfull militärunderhållning från Södermanlands regemente i Strängnäs. Programledare: Gun Allroth.
- 21 mars - Holiday on ice, glimtar från den amerikanska isrevyn på Johanneshov.
- 22 mars - Säsongspremiär för naturmagasinet Just nu.
- 28 mars - S:t Bernhard, underhållning med Gösta Bernhard, Siv Ericks, Sten-Åke Cederhök och Åke Söderblom.
- 5 april - Miljoner under jorden, Stockholms tunnelbana presenteras.
- 12 april - Rymden är vår, om amatörastronomer, stjärnfotografering och solteleskop.
- 14 april - Premiär för resemagasinet Borta bra med Ria med Ria Wägner.
- 18 april - Åke Falcks underhållningsprogram Narr med Jan Malmsjö.
- 20 april - TV-pjäsen Sanningens timme med bland andra Berta Hall och Jan-Olof Strandberg.
- 29 april - Spexet Gustav III med Juvenalorden i Uppsala.
- 30 april - Valborgsmässoafton i Jönköping, musikunderhållning med Grynet Molvig, Berndt Öst, Beppo Gräsman med flera.
- 2 maj - Framtidens skeppsvarv, en dokumentär om nya Arendalsvarvet i Göteborg.
- 16 maj - På en aveny någonstans, pingstunderhållning med John Harryson, Torsten Lilliecrona, Lena Brogren med flera.
- 12 maj - Säsongsstart för vilda western-serien Bröderna Cartwright.
- 19 juni - Midsommarkväll i Varberg, artistunderhållning med Delta Rhythm Boys, Mats Bahr, Laila Westersund med flera.
- 24 juni - Premiär för underhållningsprogrammet På lek med Lasse Holmqvist.
- 16 juli - Start för magasinet Samtal i sommarmiljö.
- 27 juli - Sånglustspelet Ung och grön med Mona Malm, Lasse Lönndahl, John Elfström, Meg Westergren med flera.
- 23 augusti - Bysmedjan, ett bygdereportage från Västergötland av Larz-Thure Ljungdahl.
- 25 augusti - Vill ni vara med? Margareta Kjellberg sjunger och leker med barnen.
- 29 augusti - Här kommer Calle Jularbo, ett program om och med spelmannen Calle Jularbo.
- 5 september - Kapellmästaren, TV-show med Monica Nielsen och Ulf Lindqvist.
- 6 september - Pjäsen Henrik IV i regi av Keve Hjelm med bland andra Erik Hell, Lars Lind, Georg Årlin och Heinz Hopf.
- 7 september - Premiär för Periskopet, in och utlandsnytt för flickor och pojkar med bland andra Nils Linnman och Erik Bergsten.
- 26 september - Lustspelet Mollusken med Agneta Prytz, Gösta Prüzelius, Gunnar Ekström med flera.
- 27 september - Start för en ny omgång av Klubb Lida, underhållning för ungdom med Arne Weise.
- 3 oktober - Knäppupprevyn Dax igen med Povel Ramel, Martin Ljung, Birgitta Andersson, Sune Mangs med flera.
- 20 oktober - Från Överby till Vita bergen, Carl Anton sjunger egna visor.
- 26 oktober - Georges Feydeaus fars Ta hand om Amelie med Ove Tjernberg, Lars Passgård, Catrin Westerlund med flera.
- 28 oktober - Ni röker för mycket, ett program om tobaksrökning.
- 1 november - Premiär för underhållningsserien Nils Poppe Show med bland andra Nils Poppe, Lena Granhagen och Rolf Bengtsson.
- 9 november - TV-pjäsen Idolen med bland andra Erik Hell, Lars Passgård och Inga Gill.
- 17 november - Sjukvårdskris, samhällsprogram med Karl Axel Sjöblom och Gustaf Olivecrona.
- 29 november - Årets adventskalender är Lill-Stina på reportage i Storskogen.[2]
- 14 december - Testbil, information för åttahundratusen bilägare om de obligatoriska bilprovningarna.
- 15 december - En park att sjunga i, show med Lill-Babs, Östen Warnerbring och Gunnar "Siljabloo" Nilson.
- 19 december - Med Pia i Afrika, serie i fyra delar med naturfilmaren Sven Gillsäter och hans dotter Pia.
- 23 december - Dan före dan, uppesittarkväll med bland andra Sonya Hedenbratt, John Harryson, Hans Wigren och Maria Hörnelius.
- 24 december - När julen kom till Småland, Eric Bojs ritar och berättar.
- 24 december - Strax före midnatt, stillsam underhållning med Gunnel Broström, Inga Gill, Karl-Arne Holmsten med flera.
- 25 december - Operakonsert, Birgit Nilsson och Radioorkestern presenteras av Lennart Swahn.
- 26 december - TV-pjäsen Slottstappning med Rune Lindström, Håkan Jahnberg, Lena Granhagen med flera.

## Födda
- 17 april - Kayo Shekoni, programledare för Fångarna på fortet, sångerska.
- 20 juli - Pontus Gårdinger, svensk TV-programledare.
- 14 augusti - Brannon Braga, amerikansk manusförfattare och TV-producent.

### Fotnoter
1. ↑  ”TV Tokyo” (på engelska). Animenewsnetwork. http://www.animenewsnetwork.com/encyclopedia/company.php?id=262. Läst 5 januari 2016.
2. ↑  ”Jultradition”. Arkiverad från originalet den 25 april 2012. https://web.archive.org/web/20120425112719/http://www.jultradition.se/tv.htm. Läst 26 mars 2011.